# Samnaun
Samnaun és un municipi del cantó dels Grisons (Suïssa), situat a la regió de la Baixa Engadina. Actualment és un municipi de 5 nuclis habitats (Compatsch, Laret, Plan, Ravaisch i Samnaun) que formen una zona lliure d'impostos.

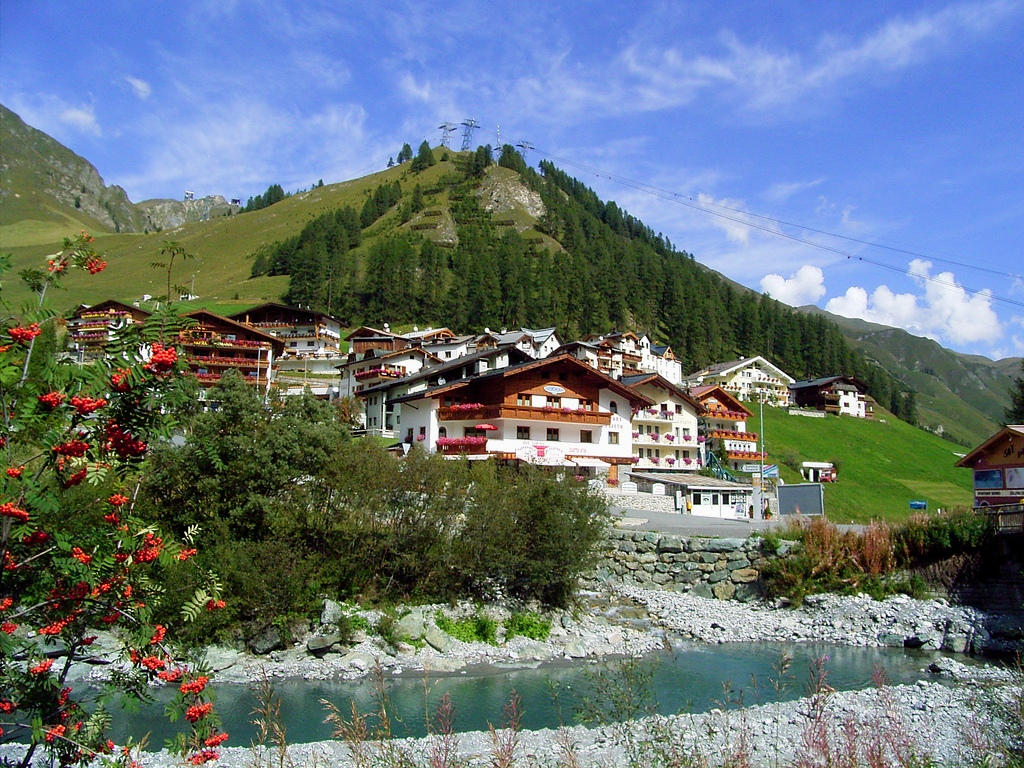
Vista general del nucli de Ravaisch